# Пам'ятник Тарасові Шевченку (Харків)
50°00′04″ пн. ш. 36°14′03″ сх. д. / 50.00111° пн. ш. 36.23417° сх. д.
Пам'ятник Тарасові Григоровичу Шевченку в Харкові — пам'ятник українському поетові, письменнику, митцю і мислителю Тарасові Григоровичу Шевченку в місті Харкові, один з найкращих зразків монументальної Шевченкіани у світі.
Є одним із символів міста, визначною міською монументальною пам'яткою. Цей монумент вважається одним з найкращих пам'ятників Тарасові Шевченку у світі.

## Загальні дані
Розташований в середмісті Харкова — у Саду імені Т. Г. Шевченка, при вході на центральну алею з боку вулиці Сумської. Пам'ятник органічно пов'язаний з оточуючим парковим пейзажем та міським архітектурним ансамблем.
Автори пам'ятника — радянський скульптор Матвій Манізер і архітектор Йосип Лангбард.
Монумент було урочисто відкрито 24 березня 1935, тобто через 9 місяців після того, як Харків перестав бути столицею УРСР. Також цей період — середина 1930-х — один з трагічних у історії України: Колективізація нищить селянство, країна зазнала Голодомор 1932—1933, згорнуто українізацію, лютували сталінські репресії.
Художній стиль монумента можна визначити як соцреалізм і сталінське бароко, тоді як трактування особистості Тараса Шевченка так само є радянським — як ідейного борця за щастя простого люду, поета-революціонера.
Загальна висота монумента — понад 16 метрів, статуї Тараса Шевченка — 5,5 метрів.

## Опис
Являє собою багатопланову композицію, кожна з частин якої проглядається поступово, в міру знайомства з монументом, водночас увесь пам'ятник сприймається як єдине гармонійне ціле. Багатоступінчатість монумента була і лишається органічно пов'язана з архітектурою величних споруд Держпрому та Харківського державного університету (зараз Харківський національний університет імені В. Н. Каразіна), Садом імені Шевченка. Фасад пам'ятника звернутий до центральної магістралі міста — вулиці Сумської.
У плані монумент являє собою своєрідну архітектурну спіраль з 11-метровим тригранним пілоном з фігурою Тараса Шевченка всередині і виступами по колу, що оточують пілон, на яких розмістились 16 динамічних статуй — високохудожніх зразків радянської пропаганди, які за задумом автора проєкту мали символізувати людей праці та їхню боротьбу за свої права проти пригноблювачів — від непокірних, бунтарських образів з творів Т. Г. Шевченка до учасників першої російської революції 1905—1907 та Жовтневої революції 1917, а велично-мажорна група, що складається з робітника-шахтаря, колгоспника, червоноармійця та жінки-робфаківки, є уособленням тодішньої сучасності, тобто «вільної праці та молодості нової України».

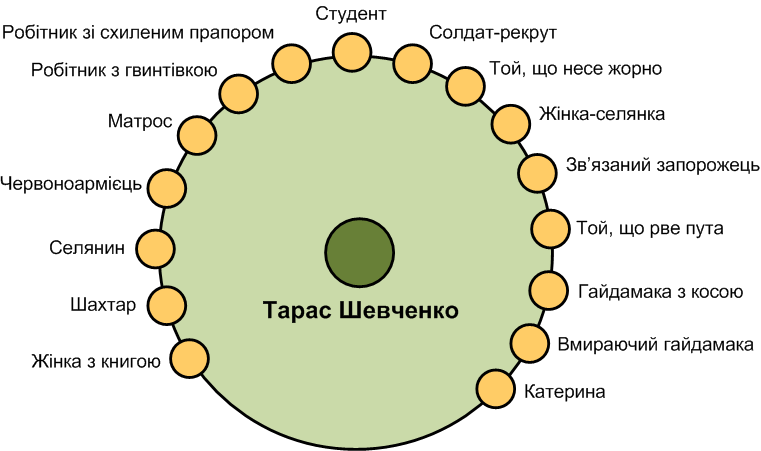
Схема розташування скульптур пам'ятника Тарасові Шевченку в Харкові

Домінантою монумента є фігура Кобзаря-Шевченка заввишки 5,5 м, встановлена на високому постаменті з сірого (на момент спорудження яскраво-чорного) лабрадориту. Статуя сповнена динаміки — і в точно знайденому ракурсі злегка схиленої набік голови, і в енергійному жесті правої руки, і взагалі в усій фігурі Шевченка проглядається готовність до дій, цілеспрямованість, внутрішня напруженість, що цілком відповідало радянській трактовці образу Т. Г. Шевченка як поета і митця-революціонера. Скульптура має яскраво виражений силует, легко впізнаваний здалеку, що зближує загальне тло монумента з конструктивізмом, — суворі, укрупнені складки одягу, лаконічність форм, енергійна обробка поверхні великими узагальненими площинами — все це покликано створити могутній образ нескореного борця за права трудящих. До деталізації автор вдається лише, як і слід чекати, у розробці обличчя, що здійснено не лише для досягнення портретної схожості, а й розкриття внутрішнього світу, і знову ж таки, в руслі трактування особистості поета, виявлення твердості і сили духу поета-борця. Саме тому погляд монументального Кобзаря суворий і гнівний, а викарбувані на чолі мислителя зморшки означають гіркоту пережитого-передуманого. Цілісності образу автор досягає проробкою й інших деталей — наприклад, міцно стиснутою в кулак (гнівний жест) рукою.
Фігури, що оточують п'єдестал, — вдвічі менші за статую Шевченка. Вони сприймаються в основному зблизька. За задумом скульптора, здійснювати огляд фігур потрібно в послідовності композиційної спіралі, починаючи від фігури «Катерина» й рухаючись проти годинникової стрілки.
Серед статуй монументального ансамблю, пов'язаних ідейно загальним задумом відображення оспіваної Кобзарем боротьби народу за свою волю, можна виділити окремі фігури та композиції:
- скульптура «Катерина» — статуя кріпачки з немовлям на руках, відома під назвою «Катерина», оспівана Т. Г. Шевченком в однойменній поемі; втілення образу жінки-матері під тягарем самотності і журби;
- 1-ша композиція («Вмираючий гайдамака. Гайдамака з косою. Той, що рве пута.») — всі три постаті пов'язані як ідейно, так і сюжетно — за загальною прив'язкою композиції до поеми Т. Г. Шевченка «Гайдамаки» про події Коліївщини криється життєствердне переконання в незламності народного духу й віра в його перемогу;
- скульптура «Зв'язаний запорожець» — одна з найвиразніших статуй, що передає патріотичний, багатогранний характер героя, який втілює народну силу та велич, скорботу і біль;
- 2-га композиція («Жінка-селянка. Той, хто несе жорно. Солдат-рекрут.») — у образах представників різних прошарків трудового народу втілено ідею страждань українців за царату;
- 3-тя композиція («Робітник із схиленим прапором. Студент. Робітник з гвинтівкою. Матрос. Червоноармієць.») — статуї 3-ї композиції зображують образи посталого народу соціальних катаклізмів перших десятиліть XX століття.;
- 4-та композиція («Селянин. Шахтар. Жінка з книгою (Дівчина-рабфаківка).») — фігури цієї останньої групи, за задумом автора, уособлюють вільну працю та молодість України.

Автор монумента досяг пластичної єдності, гармонії, узгодженості всіх його груп і фігур. Їм притаманні класичні пропорції, ретельна продуманість поз та жестів, що виявляють особливості характерів і водночас сприяють розкриттю єдності композиційного задуму. Багатофігурна композиція витримана в епічно спокійному, але піднесеному ритмі. Матеріал статуй — темна бронза на тлі постаменту з відполірованого до дзеркального блиску лабрадориту надає пам'ятнику ще більшої урочистості, виразності й величі.

фрагмент «Катерина»
фрагмент «Той, що рве пута»
фрагмент «Гайдамака»

## З історії пам'ятника

### Передісторія

Перший пам'ятник Т. Г. Шевченку в м. Харкові, збудований за кошти О. К. та Х. Д. Алчевських. Спочатку пам'ятник був розміщений в саду родини Алчевських, а за радянські часи перенесений до міста

Харків відомий як місто, де був встановлений перший в Україні пам'ятник Тарасові Шевченку. Ініціаторами створення першого пам'ятника Шевченкові в Харкові була родина Алчевських. У 1897 Олексій Кирилович Алчевський замовив у Петербурзі відомому академіку, професору Петербурзької Академії мистецтв В. О. Беклемішеву, вихідцю з Харкова, погруддя Кобзаря з білого мармуру. У 1900 бюст встановлено у садибі Алчевських на вулиці Садово-Куликовській, зараз Жон Мироносиць). Здійснено це було нелегально — без дозволу царської влади. У трактовці Беклемішева Т. Г. Шевченко був філософом і борцем, готовим до рішучих активних дій. Біля цього пам'ятника часто збиралась студентська молодь, вихованці недільної школи. Поети-початківці читали тут свої вірші, сповнені віри у світле майбутнє народу. Під час економічної кризи О. К. Алчевський збанкрутів і наклав на себе руки, сім'ї ж довелося терміново позбутися шикарного особняка — садибу продали купцю Шабельському, і коли новий власник хотів було знищити бюст Кобзаря, Алчевські забрали його з собою і ще протягом 20-ти років зберігали в родині.
У 1932 Микола Алчевський, викладач юридичного інституту, передав бюст до Картинної галереї Т. Г. Шевченка і зараз цей експонат знаходиться у Києві у державному музеї поета.
Вже за радянської влади, в липні 1919, на місці пам'ятника Олександрові ІІ встановили тимчасовий гіпсовий бюст Т. Г. Шевченка, виготовлений за проєктом скульптора Бернарда Кратка. Це погруддя скинули з постаменту денікінці, і подальша його доля є невідомою.

### Історія спорудження й відкриття творіння Манізера
Місто Харків як столиця України (з грудня 1919 до червня 1934) просто обов'язково повинно було мати пам'ятник Тарасові Шевченко. Саме тому 2 червня 1929 Харківська міськрада ухвалила постанову про спорудження такого пам'ятника. У 1930 оголошений перший міжнародний конкурс на спорудження пам'ятника Тарасові Шевченку в Харкові. Таких конкурсів протягом 1930-1933 загалом було три. Взагалі проблематика цих конкурсів у радянській літературі або не висвітлюється взагалі, або виключно однобоко — вже з акцентом на участь у них зрештою переможців Манізера й Лангбарда, однак насправді є доволі цікавою й у дечому навіть трагічною. Організація і проведення конкурсів проєктів і саме́ спорудження пам'ятника Шевченку в Харкові фактично наклалося з такими ж процесами щодо монумента в Каневі, тобто фактично питанням облаштування могили Кобзаря. Про цю «конкуренцію» конкурсів і встановлення двох, безперечно, необхідних монументів, існують протилежно різні точки зору. Так, подеколи стверджуться, що тодішній нарком освіти (1927–1933), провідник українізації Микола Скрипник, репресований у 1933, фактично чинив перепони на шляху встановлення харківського пам'ятника, водночас інші джерела наполягають на тому, що насправді Скрипник обстоював саме облаштування могили Кобзаря, адже ще в 1926 створений Комітет для вирішення цього питання, а монумент на могилі Тараса Шевченка, до речі авторства все того ж Манізера, з'явиться аж одночасно з київським пам'ятником (знову ж таки Манізеровим) у «ювілейний» (125-річчя від народження) 1939-й рік, тоді як творіння Манізера в Харкові постало на 4 роки раніше. Конкурс 1933 року (під час Голодомору і вже за нового наркома освіти В. П. Затонського) був спільним, тобто визначалися одночасно найкращі проєкти пам'ятника і для Харкова, і для Канева. 22 вересня 1933 відкрилась виставка проєктів, на якій було представлено 30 робіт провідних майстрів того часу — Ф. Кричевського, С. Меркурова, М. Манізера, І. Кавалерідзе, А. Петрицького тощо. Якраз ще однією вразливою і суперечливою темою лишається власне визначення переможців конкурсу, тому ще серед найкращих за результатами вересневої виставки фігурував і спільний проєкт українського митця Федора Кричевського та російського скульптора Сергія Меркурова, а вже на додатковому, листопадовому, огляді, де розглядались доопрацьовані проєкти, переможцем було визнано роботу Матвія Манізера.
Матвій Манізер, на той час дуже гарний майстер—творець низки значних монументів, прихильник реалістичного мистецтва, вже від першого за ліком конкурсу активно долучився до участі в ньому. Збереглись свідчення, що працюючи над проєктом, скульптор немало потрудився для віднайдення необхідних форм і пропорцій, образів і загальної концепції пам'ятника — він подорожував шевченківськими місцями, робив велику кількість пейзажних та жанрових етюдів, ретельно вивчав зовнішність і особистість Т. Г. Шевченка — за його творами, листуванням і мемуарами про нього, автопортретами, нечисленними фотографіями, посмертною маскою тощо. Творчі пошуки Манізера були тривалими. Перший проєкт пам'ятника (1930 рік) він виконав дещо у конструктивістській манері — велика за розміром голова Шевченка з виразом зажуреності була встановлена на циліндричному постаменті з барельєфом гайдамаки-повстанця, який, стоячи навколішках, гнівно потрясав кайданами. У другому проєкті (1931 рік) М. Г. Манізер розташував статую поета на п'єдесталі з низьким рельєфом, на якому були зображені персонажі з творів Кобзаря. І лише третій варіант проєкту (1933 рік) приніс скульптору творче задоволення і перемогу у всесоюзному конкурсі, і це при тому, що в конкурсі брали участь чимало видатних скульпторів свого часу.

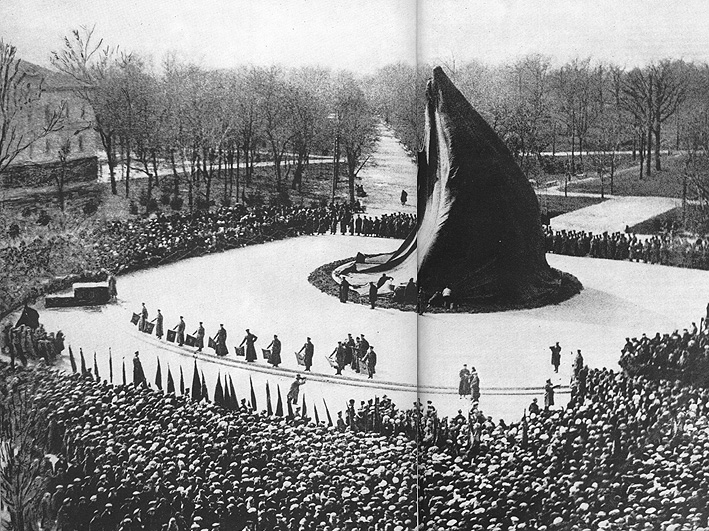
За мить до відкриття пам'ятника Т. Шевченку в Харкові, 24 березня 1935

Про те, що спорудження пам'ятника Т. Г. Шевченку в Харкові, стало справою всесоюзної ваги, свідчить той факт, що терміни й хід робіт з виконання відповідального замовлення контролював особисто секретар ЦК ВКП(б), перший секретар Ленінградського обкому партії С. М. Кіров.
Фігури монумента відливали на ливарнях Ленінграда. Архітектурну прив'язку монумента виконав архітектор Й. Г. Лангбард (автор проєктів декількох громадських будівель у Білорусі). У той час, як у Ленінграді відливались скульптури, у Харкові, на місці закладки пам'ятника, під його керівництвом, будівельники оброблювали лабрадорит. Роботи зі спорудження монумента були розпочаті 9 березня 1934, тобто в день 120-річчя від народження Кобзаря.
Загалом на виготовлення пам'ятника пішло 30 тон бронзи та 400 тон лабрадориту. На спорудженні монумента було використано близько 75 вагонів різних будівельних матеріалів, у тому числі 25 вагонів з лабрадоритом.
Урочисте відкриття монумента 24 березня 1935 стало всенародним святом. Харків прикрасили прапорами, на вулицях було велелюдно. О 2:30 нарком освіти УРСР В. П. Затонський перерізав стрічку, що стягувала напнуте червоне покривало на монументі. Грянув салют, і великий хор 700-ма голосами виконав Шевченків «Заповіт».

### Події, пов'язані з пам'ятником
Від часу відкриття пам'ятник сам по собі став значним культурним явищем і осередком Харкова та країни.
Попри розміри й ідеологічну спрямованість, монумент не постраждав у Другу Світову війну. Саме біля пам'ятника Шевченку в Харкові 30 серпня 1943 відбувся перший офіційний мітинг звільненого від німецьких окупантів міста за участю Івана Конєва та Микити Хрущова.
За СРСР у повоєнний час пам'ятник традиційно був місцем проведення заходів, присвячених різноманітним датам української історії та культури, зокрема, вшанування Шевченкових роковин. Від кінця 1980-х майдан біля монументу став місцем гуртування національних сил, проведення демократичних акцій. За незалежності (від 1991 року) без покладання квіткових букетів до монумента не обходиться жодне офіційне державне свято, відвідання Харкова високими київськими чиновниками і міжнародними гостями. Кілька разів права сторона пам'ятника у (1990—2000-і) піддавалася актам вандалізму.
75-річчя спорудження пам'ятника на початку 2009 відмічено фотовиставкою «Тарас Шевченко навіки в серці першої столиці» у харківському культурно-діловому центрі корпорації «Консалтінгова група „Рубаненко та партнери“» (у рамках урочистостей на честь Дня Соборності України), що відбулася з ініціативи групи харківських фотохудожників та журналістів. До експозиції ввійшло близько 200 світлин, що відтворюють характерні моменти історії роботи над пам'ятником. Також на заході були представлені роботи на тему пам'ятника з фонду Харківського художнього музею та приватних колекцій, фотохроніку сучасних подій у Харкові, включаючи конкурси та фестивалі, присвячені Т. Шевченку; організовано й проведено зустрічі з цікавими людьми-свідками створення та встановлення пам'ятника тощо.
У 2022 році пам'ятник Шевченку, як і декілька інших пам'ятників, укрито для захисту від російських обстрілів.

## Цікаві факти про пам'ятник

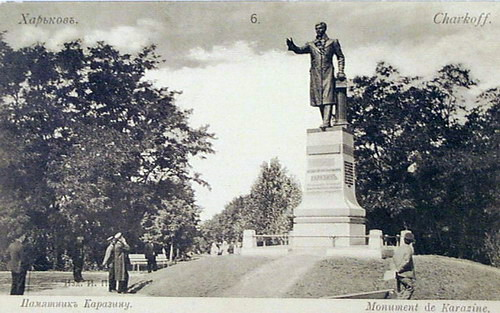
Пам'ятник Василю Каразіну на місці сучасного Шевченкові

- На місці сучасного монумента Тарасу Шевченку в Університетському саді (тепер також ім. Т. Г. Шевченка) у 1907–1934 роках стояв пам'ятник Василю Каразіну. Пізніше його тричі переносили, спочатку на вулицю Університетську до одного із старих корпусів університету, згодом, 1958 року до лівого боку теперішнього головного корпусу Харківського університету, нарешті 2004 року — до центрального входу корпусу.
- У створенні скульптур, близьких до шевченківських образів, допомогу авторову скульптору М. Г. Манізеру надали майстри української театральної сцени — актори харківського театру «Березіль», згодом народні артисти СРСР і відомі актори Н. М. Ужвій (образ Катерини), А. М. Бучма (образи гайдамаки та селянина з жорном на плечах), І. О. Мар'яненко (образ, один з найвиразніших, старого нескореного запорожця), О. І. Сердюк (образи молодого хлопчини з косою та кріпака в кайданах), С. В. Коваль (образ дівчини-кріпачки) та інші. «Це були першокласні художники ! — згодом пригадував М. Г. Манізер, — Все життя я їм буду дуже вдячний…».
- На момент відкриття (24 березня 1935) пам'ятник Тарасу Шевченку в Харкові був найвищою бронзовою композицією в усьому СРСР.
- Єдиним документальним свідченням про мить урочистого відкриття монумента Т. Г. Шевченку в Харкові, імовірно, є аматорське, але панорамне фото художниці й майстра фотографії Дії Олександрівні Гай, якій довелося піти на відвертий ризик при фотографуванні події. По-перше, зйомка здійснювалася потайки, адже в 1930-х роках (і не тільки) фотографування будь-яких громадських подій, що відбувалися у Радянському Союзі, заборонялось і суворо каралося. Крім того, фотограф ризикував і в інший спосіб — робив знімки з вікна четвертого поверху у квартирі незнайомих людей, нашвидкоруч виставляючи експозицію[11].
- На церемонії відкриття пам'ятника були присутніми чимало діячів української інтелігенції, культур інших народів СРСР[12]. Зокрема класик білоруської літератури, поет, драматург, публіцист, діяч білоруського Відродження початку XX століття Янка Купала під час відкриття монумента прочитав свій вірш «Пам'яті Шевченка», а під враженням під поїздки в Україну написав статтю «Про відкриття пам'ятника Шевченкові»[13]. Відкриття монумента мало значний культурний розголос — знайшло своє відображення у творчості багатьох тодішніх майстрів слова. Так, Максим Рильський написав статтю «Величний пам'ятник великому» (надруковано тоді ж у березні 1935 року в «Літературній газеті»)[14].
- Харківський пам'ятник Тарасові Шевченку постав раніше на 4 роки за основний київський пам'ятник і монумент на могилі Кобзаря в Каневі, причому автором (скульптором) всіх трьох, фактично головних і найвідоміших в Україні, є Матвій Манізер.
- Для зйомок російського історичного фільму про фізика Льва Ландау «Дау», що мав вийти на широкі екрани навесні 2010 року, які проходили в Харкові 2009 року, пам'ятник Т. Г. Шевченку для більшої реалістичності фарбували чорною гуашшю, адже лабрадоритовий постамент, на відміну від сучасного сірого кольору, у перші роки спорудження мав яскраво чорний колір. Після зйомок міським службам прийшлося влаштувати «чистку» монумента, повернувши йому звичний для харків'ян вигляд;[15]
- Цей пам'ятник Т. Г. Шевченку офіційно визнаний найкрасивішим у Європі.

## Галерея

Скульптури праворуч від статуї Кобзаря
Вигляд пам'ятника, 1963 рік (з поштової марки СРСР)
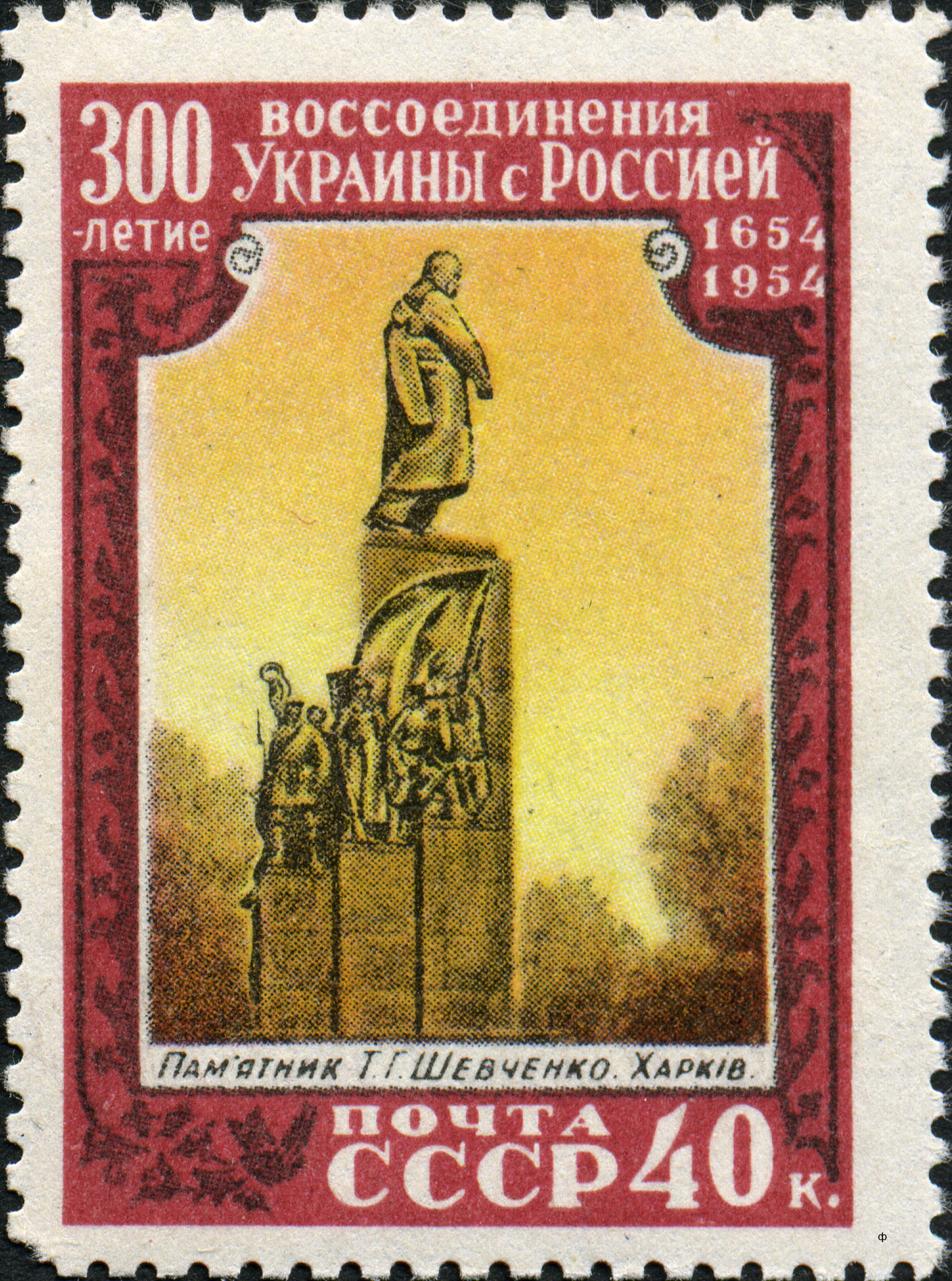
Пам'ятник на поштовій марці СРСР (1954 рік)
Зменшена копія пам'ятника
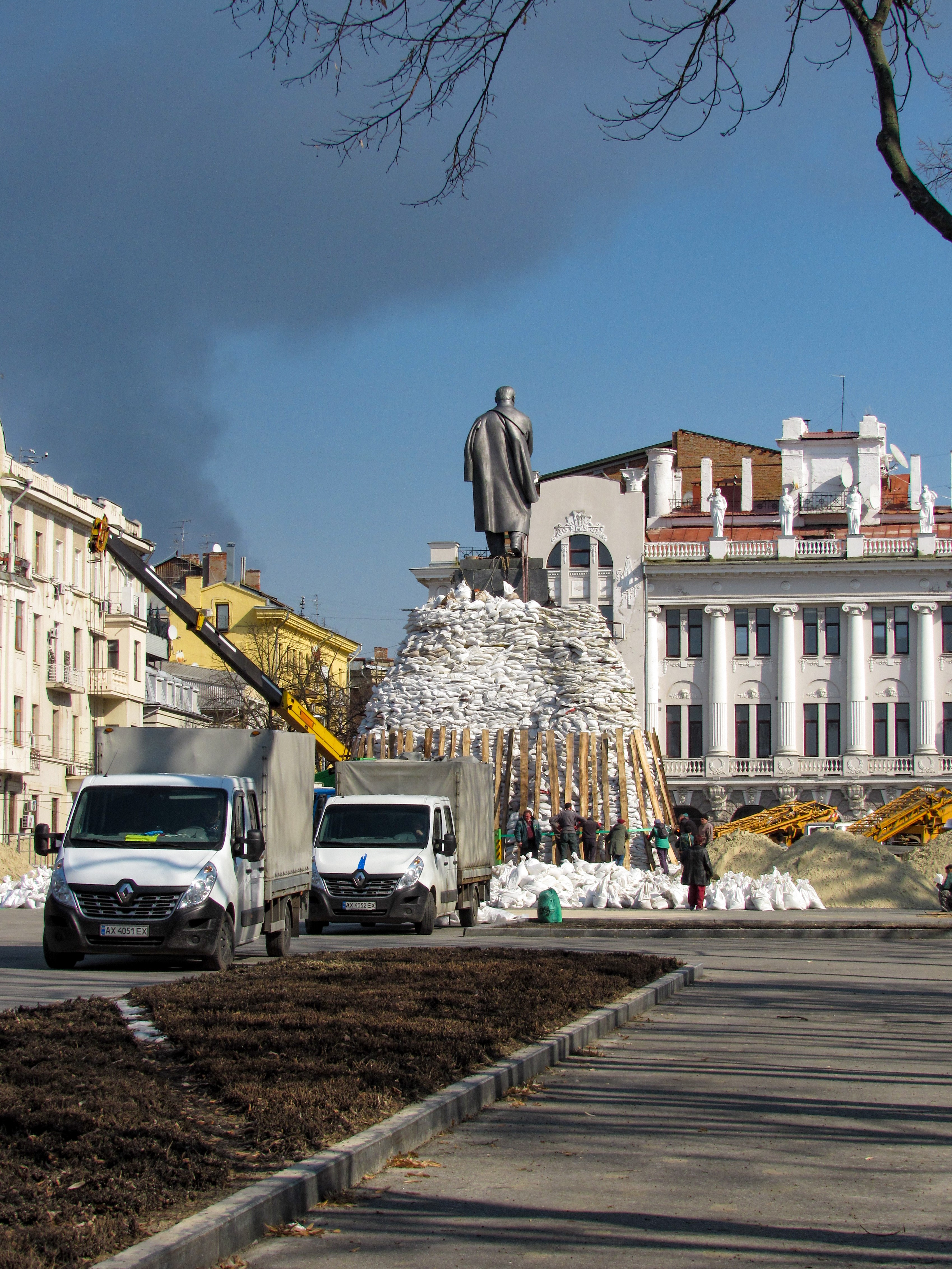
Укриття пам'ятника під обстрілами (2022)
Останні етапи укриття пам'ятника (2022)
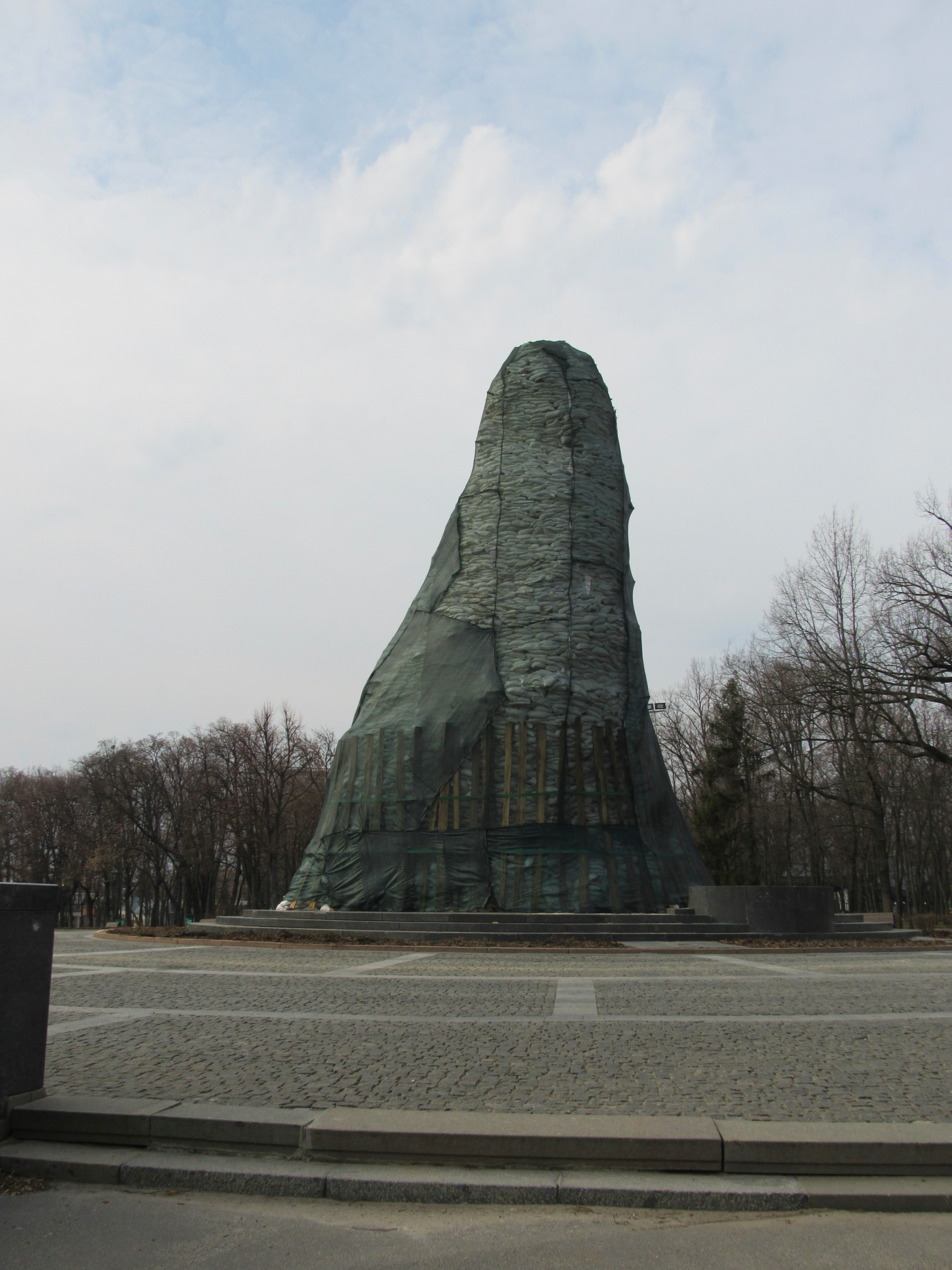
Укритий від обстрілів пам'ятник

## Виноски
1. ↑  Визначні пам'ятки Харкова [Архівовано 22 травня 2012 у Wayback Machine.] на [Архівовано 21 вересня 2009 у Wayback Machine.] www.mandria.ua (Мандрія. Відпочинок в Україні)(рос.)
2. ↑  Чернова М. В. Пам'ятник Т. Г. Шевченку в Харкові., Харків: «Прапор», 1984
3. ↑  Харьков. Архитектура. Памятники. Фотоальбом., К.: «Мистецтво», 1986
4. ↑  З історії пам'ятника Т. Шевченкові на Чернечій горі [Архівовано 7 жовтня 2010 у Wayback Machine.] // газ. «Свобода», № 41 за 13 жовтня 2006, стор. 20, 21, 25 // за матеріалами книги Валентини Рубан-Кравченко «Василь Кричевський»
5. ↑  Б. Гаврилів, М. Косило. Пам'ятники Тарасові Шевченкові на Прикарпатті. — «Краєзнавець Прикарпаття», № 23. — с. 9.
6. ↑  Про харківську виставку 22 вересня 1933 проєктів пам'ятників Тарасу Шевченку в Каневі і Харкові з Календаря знаменних подій Харківщини на 2003 рік [Архівовано 12 травня 2008 у Wayback Machine.] на вебресурс Харківської обласної універсальної наукової бібліотеки [Архівовано 4 жовтня 2009 у Wayback Machine.]
7. ↑  Наш пам'ятник — данина великому поету на www.h.ua (ХайВей). Архів оригіналу за 22 лютого 2009. Процитовано 26 вересня 2009.
8. ↑  Лівосторонні статуї є переважно символами радянської комуни
9. ↑  Вандали опоганили пам'ятник Тарасу Шевченку // інф. за 23 травня 2006 року на У Харкові постраждав від вандалів всесвітньо відомий пам'ятник Кобзареві. [Архівовано 20 вересня 2016 у Wayback Machine.]
10. ↑  У Харкові відкрилася виставка до 75-річчя створення пам'ятника Тарасу Шевченку[недоступне посилання] // інф. за 26 січня 2009 року Укрінформ
11. ↑  Відкриття пам'ятника — унікальний фотодокумент [Архівовано 27 лютого 2010 у Wayback Machine.] // за матеріалами фотоальбому «Мгновения жизни», виданого академіком О. Я. Усіковим
12. ↑  Пам'ятник Т. Г. Шевченкові в Харкові // Шевченківський словник, Том Другий, К., 1977, стор. 78
13. ↑  Сторінки білоруської Шевченкіани на Посольство України в Республіці Білорусь
14. ↑  Ільєнко Іван «Сяє Шевченка терновий вінок!» (Тарас Шевченко у житті Максима Рильського)[недоступне посилання з липня 2019] // із книги ЖАГА. Труди і дні Максима Рильського.
15. ↑  Повідомлення на сайті місцевого телеканалу[недоступне посилання з квітня 2019]